# (323) Brucia
(323) Brucia est un astéroïde de la ceinture principale aréocroiseur, découvert par Max Wolf le 20 décembre 1891.
C'est le premier astéroïde à avoir été découvert à l'aide de la photographie.
Il est ainsi nommé d'après le nom de Catherine Wolfe Bruce.